# Ben Van Nespen
Ben Van Nespen (Antwerpen, 7 januari 1978) is een Belgisch organist en klavecinist.

## Levensloop
Reeds op jonge leeftijd kwam hij in contact met historische klavierinstrumenten. Als 15-jarige speelde hij zijn eerste orgelrecital, met op het programma de complete cyclus "La Nativité du Seigneur" van Olivier Messiaen, in de St.-Katharinakerk in Hoogstraten. 
Aan het Lemmensinstituut in Leuven behaalde hij een master en een specialisatiediploma voor orgel bij Reitze Smits en een master voor klavecimbel bij Kris Verhelst. Daarnaast volgde hij diverse cursussen bij o.a. Jos Van Immerseel, Joris Verdin, Louis Robilliard, Ludger Lohmann, Hans-Ola Ericsson, Herman Stinders en Alan Weiss.
Hij behaalde verschillende prijzen:
- 1ste prijs voor klavecimbel in de "Nationale Muziekwedstrijd van het Gemeentekrediet" (1996-97).
- 1ste prijs op het 7e Orgelconcours inLeiden  (1998), in de categorie "20ste-eeuwse muziek".
- 1ste prijs op het orgelconcours “Musica Antiqua” in Brugge (2009), als eerste Belg ooit sinds de stichting van het festival en het orgelconcours in 1964.

Als solist op orgel en klavecimbel vertolkt hij zowel het historische repertoire als hedendaagse muziek. 
Hij creëerde enkele werken van Vlaamse componisten:
- Lucien Goethals (1931-2006): "Introductie en Fantasia op de naam J. Broeckx.
- Frans Geysen (1936-): "Orgelstuk", "Muziek voor toetsenbord", "Ach, al dat geraas en gedaas en gejaag".
- Piet Swerts (1960-): "Motion" (4 altblokfluiten en klavecimbel).
- Gerard De Clercq (1961-): "O Head! vain Insanity" (12 saxofoons en orgel).
- Martin Valcke (1963-): "Litaneia".
- Boudewijn Cox (1965-): "Blend" (12 saxofoons en orgel).
- Sebastiaan Van Steenberge (1974-): "Tri(o)bulare".

Als continuospeler werkte hij o.a. met de ensembles Anima Eterna Brugge, B’Rock, Concerto d'Amsterdam, Currende, Octopus, Oltremontano en Ricercar Consort.
Hij was te horen in hedendaagse producties met Emanon (thans Vlaams Sinfonietta), het Telos Ensemble (12 saxofoons) en diverse moderne orkesten.
Hij concerteerde in Groot-Brittannië, Duitsland, Frankrijk, Italië, Nederland, Oostenrijk, Polen en Zweden. Ook werkte hij mee aan operaproducties en radio-, tv- en cd-opnames.
Hij werd leraar orgel, klavecimbel en begeleidingspraktijk aan de muziekacademies van Hemiksem, Wilrijk en Ekeren. 
In 2013 realiseerde hij zijn eerste solo-cd, opgenomen op het historische orgel van de St.-Pieterskerk in Turnhout.